# Stenodactylus slevini
Stenodactylus slevini (короткопалий гекон Слевіна) — вид геконоподібних ящірок родини геконових (Gekkonidae). Мешкає на Близькому Сході. Вид названий на честь американського герпетолога Джозефа Річарда Слевіна.

## Опис
Stenodactylus petrii — гекони середнього розміру, довжина яких (без врахування хвоста) становить 61 мм. Хвіст у них відносно довгий, сягає 3-5 см.

## Поширення і екологія
Короткопалі гекони Слевіна мешкають на північному заході Саудівської Аравії, на півдні Йорданії, в Іраці, Кувейті, Катарі і Бахрейні, трапляються в ОАЕ і Ємені. Вони живуть в піщаних і кам'янистих пустелях і напівпустелях. Зустрічаються на висоті до 1000 м над рівнем моря.